# サルバドール・イジャ
サルバドール・イジャ・ロカ（スペイン語: Salvador Illa Roca、1966年5月5日 - ）は、スペイン・バルセロナ県ラ・ロカ・ダル・バリェス出身の政治家。
スペイン社会労働党(PSOE)とカタルーニャ社会党(PSC)所属。1995年から2005年までラ・ロカ・ダル・バリェス市長を務め、2020年から2021年まで第2次サンチェス内閣で保健大臣を務めた。2024年からカタルーニャ州首相を務めている。

## 経歴

### 青年期
1966年5月5日、バルセロナ県ラ・ロカ・ダル・バリェスに生まれた。父親は自治体にあった縫製工場の労働者であり、母親は小規模な縫製工場の経営者である。2人の弟がいる。
グラノリェースのピア学校に通い、バルセロナ大学で哲学の学士号を取得した。ラモン・リュイ大学バランケルナコミュニケーション・国際関係学校で助教授を務めた。ナバーラ大学IESEではMBA（経済学修士号）を取得した。スペイン陸軍の少尉として兵役義務を終えた。

### 政治家として
1987年にはラ・ロカ・ダル・バリェス市の評議員に選出され、ロマー・プラナス・イ・ミロー市長の下で文化評議員となった。1995年にはスペイン社会労働党(PSOE)の地域支部であるカタルーニャ社会党(PSC)に加入し、死去したプラナス市長の後を継いでラ・ロカ・ダル・バリェス市長に就任した。
1期目には毎年400万人近くを集めるショッピングセンターのラ・ロカ・ビレッジを建設した。1999年初頭には市議会で不信任決議を受けたが、1999年6月に行われた市議会議員選挙ではカタルーニャ社会党が与党となり、再び市長に就任した。2009年に市長を退任すると、映像制作会社であるクロモソーマのCEOを9か月間務めた。
2005年9月、カタルーニャ州政府法務省の社会基盤管理局長に任命された。2010年から2011年にはバルセロナ市当局の経済管理局長を務め、2011年から2016年にはバルセロナ市当局の地方社会主義グループのコーディネーターを務めた。
2016年11月、カタルーニャ社会党のミケル・イセタによって党の事務局長に任命された。2017年10月8日にはバルセロナでカタルーニャ市民社会が主催するカタルーニャ独立反対デモが開催されたが、このデモに参加したカタルーニャ社会党の政治家の中では最も地位が高かった。
2020年1月にはスペイン政府のペドロ・サンチェス首相の信任投票が実施されたが、アドリアーナ・ラストラやホセ・ルイス・アバロスと同様に、信任投票を棄権することでカタルーニャ共和主義左翼(ERC)と合意に達したスペイン社会労働党の交渉チームの一人であった。

### 保健大臣

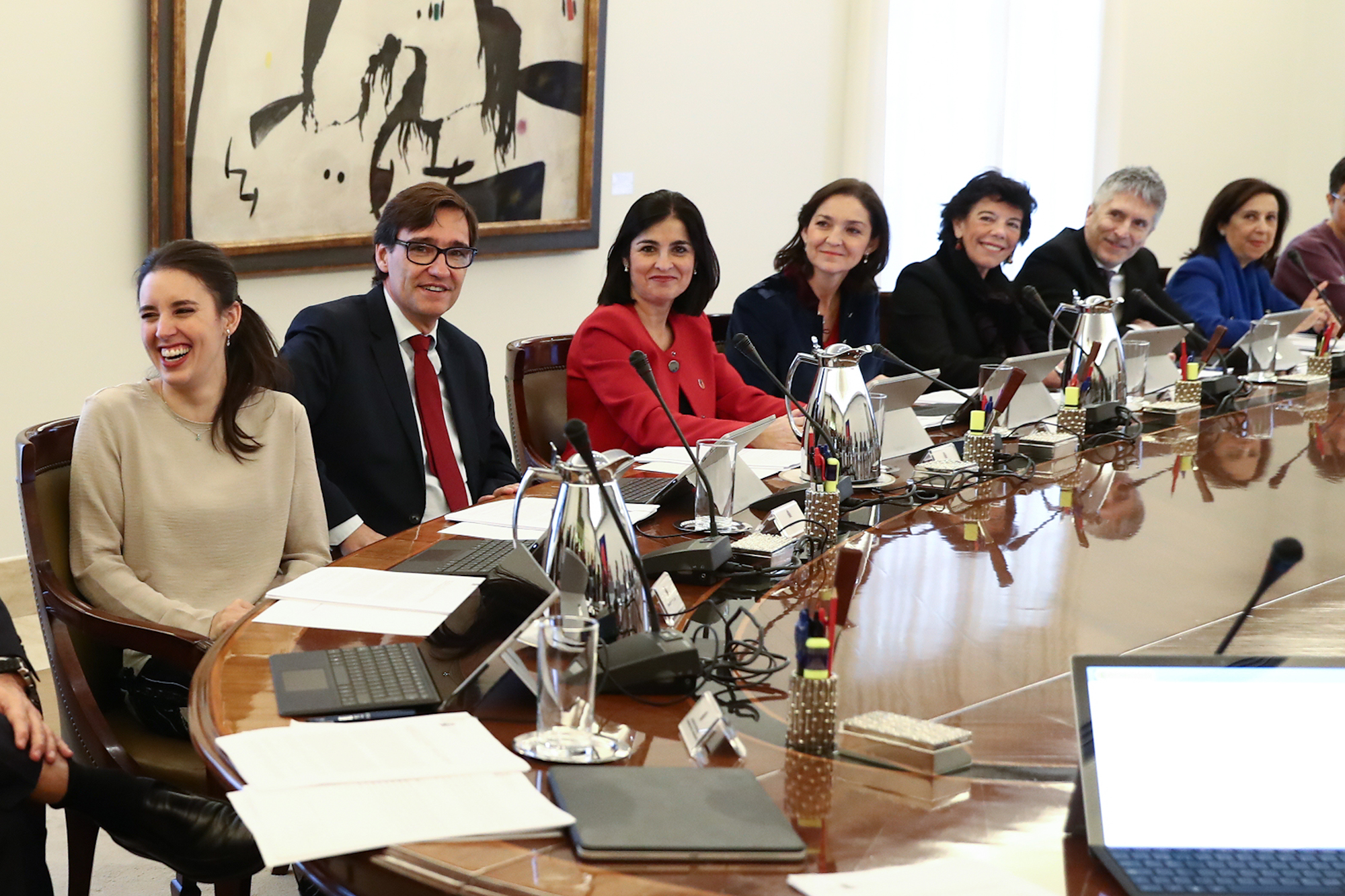
第2次サンチェス内閣

2020年1月13日、第2次サンチェス内閣の保健大臣に就任した。
2020年12月30日、カタルーニャ社会党（PSC）のイセタ党首はイジャをカタルーニャ州首相候補とすると発表した。2021年1月27日、カタルーニャ州議会議員選挙に向けて保健大臣を辞任した。
2021年のカタルーニャ州議会選で、カタルーニャ社会党は前回から議席をほぼ倍増させ33議席を獲得し第1党となった。しかし、同じく33議席を獲得した独立派のカタルーニャ共和主義左翼（ERC）が、ジュンツ・パル・カタルーニャ（JxCat）と人民統一候補（CUP）の支持をとりつけたことで、ERCのペレ・アラゴネスが州首相に選出され、イジャは野党第1党の党首となった。

### カタルーニャ州首相
2024年のカタルーニャ州議会選では、カタルーニャ社会党がさらに議席を積み増し42議席を獲得。ただ過半数には達しておらず連立交渉は難航したが、カタルーニャ共和主義左翼とスマール系が賛成票を投じたことで、イジャが州首相に選出された。